# UEFA-Pokal 1974/75
Der UEFA-Pokal 1974/75 war die vierte Auflage des Wettbewerbs und wurde von Borussia Mönchengladbach gewonnen. Dies war der erste Sieg einer deutschen Mannschaft in diesem Wettbewerb. Neben der von Hennes Weisweiler trainierten Mannschaft traten aus der Bundesrepublik Deutschland der 1. FC Köln, der Hamburger SV und Fortuna Düsseldorf an. Die DDR war durch Dynamo Dresden und Vorwärts Frankfurt (Oder), Österreich durch die SSW Innsbruck, den SK Rapid Wien und den SK Sturm Graz und die Schweiz durch Servette Genf und den Grasshopper Club Zürich vertreten.

## Modus
Die Teilnehmer spielten im reinen Pokalmodus mit Hin- und Rückspielen den Sieger aus. Bei Torgleichstand entschied zunächst die Auswärtstorregel, anschließend gab es eine Verlängerung, nach der wieder die Auswärtstorregel in Kraft trat; sollte es dann immer noch keinen Sieger geben, folgte ein Elfmeterschießen.

## 1. Runde
|                              | Gesamt          |                          | Hinspiel | Rückspiel |
| ---------------------------- | --------------- | ------------------------ | -------- | --------- |
| Vitória Setúbal              | 1:5             | Real Saragossa           | 1:1      | 0:4       |
| FK Dukla Prag                | 1               | Pezoporikos Larnaka      |          |           |
| Valur Reykjavík              | 1:2             | FC Portadown             | 0:0      | 1:2       |
| Olympique Lyon               | 11:10           | Red Boys Differdange     | 7:0      | 4:1       |
| FC Amsterdam                 | 12:00           | Hibernians Football Club | 5:0      | 7:0       |
| AC Turin                     | 2:4             | Fortuna Düsseldorf       | 1:1      | 1:3       |
| Górnik Zabrze                | 2:5             | Partizan Belgrad         | 2:2      | 0:3       |
| FC Nantes                    | 3:2             | Legia Warschau           | 2:2      | 1:0       |
| 1. FC Köln                   | 9:2             | Kokkolan Palloveikot     | 5:1      | 4:1       |
| Östers IF                    | (a)4:4(a)       | Dynamo Moskau            | 3:2      | 1:2       |
| Randers SK Freja             | (a)1:1(a)       | Dynamo Dresden           | 1:1      | 0:0       |
| RWD Molenbeek                | 5:2             | FC Dundee                | 1:0      | 4:2       |
| Ipswich Town                 | (a)3:3(a)       | FC Twente Enschede       | 2:2      | 1:1       |
| Start Kristiansand           | 1:7             | Djurgårdens IF           | 1:2      | 0:5       |
| Hamburger SV                 | 4:0             | Bohemians Dublin         | 3:0      | 1:0       |
| Derby County                 | 6:2             | Servette Genf            | 4:1      | 2:1       |
| Rosenborg Trondheim          | 03:12           | Hibernian Edinburgh      | 2:3      | 1:9       |
| Stoke City                   | (a)1:1(a)       | Ajax Amsterdam           | 1:1      | 0:0       |
| SK Sturm Graz                | (a)2:2(a)       | Royal Antwerpen          | 2:1      | 0:1       |
| FC Porto                     | 5:4             | Wolverhampton Wanderers  | 4:1      | 1:3       |
| DFS Etar Veliko Tarnovo      | 0:3             | Inter Mailand            | 0:0      | 0:3       |
| Real Sociedad                | 0:5             | Baník Ostrava            | 0:1      | 0:4       |
| Lokomotive Plowdiw           | 4:4 (4:5 i. E.) | Rába ETO Győr            | 3:1      | 1:3 n. V. |
| FC Vorwärts Frankfurt (Oder) | 2:4             | Juventus Turin           | 2:1      | 0:3       |
| Beşiktaş Istanbul            | 2:3             | Steagul Roșu Brașov      | 2:0      | 0:3       |
| Spartak Moskau               | (a)3:3(a)       | Velež Mostar             | 3:1      | 0:2       |
| SK Rapid Wien                | 3:2             | Aris Saloniki            | 3:1      | 0:1       |
| SSC Neapel                   | 3:1             | Videoton SC              | 2:0      | 1:1       |
| Boluspor                     | 0:4             | Dinamo Bukarest          | 0:1      | 0:3       |
| SSW Innsbruck                | 2:4             | Borussia Mönchengladbach | 2:1      | 0:3       |
| Grasshopper Club Zürich      | 3:2             | Panathinaikos Athen      | 2:0      | 1:2       |
| Kjøbenhavns Boldklub         | 3:6             | Atlético Madrid          | 3:2      | 0:4       |

## 2. Runde
|                          | Gesamt          |                     | Hinspiel | Rückspiel |
| ------------------------ | --------------- | ------------------- | -------- | --------- |
| Borussia Mönchengladbach | 6:2             | Olympique Lyon      | 1:0      | 5:2       |
| Dinamo Bukarest          | 3:4             | 1. FC Köln          | 1:1      | 2:3       |
| Rába ETO Győr            | 2:3             | Fortuna Düsseldorf  | 2:0      | 0:3       |
| Inter Mailand            | 1:2             | FC Amsterdam        | 1:2      | 0:0       |
| FC Nantes                | 1:2             | Baník Ostrava       | 1:0      | 0:2 n. V. |
| Dynamo Dresden           | 1:1 (4:3 i. E.) | Dynamo Moskau       | 1:0      | 0:1 n. V. |
| Djurgårdens IF           | 1:5             | FK Dukla Prag       | 0:2      | 1:3       |
| Partizan Belgrad         | 6:1             | FC Portadown        | 5:0      | 1:1       |
| FC Twente Enschede       | 3:1             | RWD Molenbeek       | 2:1      | 1:0       |
| SK Rapid Wien            | 1:2             | Velež Mostar        | 1:1      | 0:1       |
| Derby County             | 4:4 (7:6 i. E.) | Atlético Madrid     | 2:2      | 2:2 n. V. |
| Hamburger SV             | 10:10           | Steagul Roșu Brașov | 8:0      | 2:1       |
| Hibernian Edinburgh      | 2:8             | Juventus Turin      | 2:4      | 0:4       |
| SSC Neapel               | 2:0             | FC Porto            | 1:0      | 1:0       |
| Grasshopper Club Zürich  | 2:6             | Real Saragossa      | 2:1      | 0:5       |
| Ajax Amsterdam           | (a)2:2(a)       | Royal Antwerpen     | 1:0      | 1:2       |

## Achtelfinale
Die Hinspiele fanden am 27. November, die Rückspiele am 11. Dezember 1974 statt.
|                          | Gesamt    |                    | Hinspiel | Rückspiel |
| ------------------------ | --------- | ------------------ | -------- | --------- |
| Juventus Turin           | (a)2:2(a) | Ajax Amsterdam     | 1:0      | 1:2       |
| SSC Neapel               | 1:3       | Baník Ostrava      | 0:2      | 1:1       |
| Hamburger SV             | 6:3       | Dynamo Dresden     | 4:1      | 2:2       |
| Partizan Belgrad         | 2:5       | 1. FC Köln         | 1:0      | 1:5       |
| Borussia Mönchengladbach | 9:2       | Real Saragossa     | 5:0      | 4:2       |
| FK Dukla Prag            | 3:6       | FC Twente Enschede | 3:1      | 0:5       |
| Derby County             | 4:5       | Velež Mostar       | 3:1      | 1:4       |
| FC Amsterdam             | 5:1       | Fortuna Düsseldorf | 3:0      | 2:1       |

## Viertelfinale
|                | Gesamt |                          | Hinspiel | Rückspiel |
| -------------- | ------ | ------------------------ | -------- | --------- |
| Velež Mostar   | 1:2    | FC Twente Enschede       | 1:0      | 0:2       |
| Juventus Turin | 2:0    | Hamburger SV             | 2:0      | 0:0       |
| 1. FC Köln     | 8:3    | FC Amsterdam             | 5:1      | 3:2       |
| Baník Ostrava  | 1:4    | Borussia Mönchengladbach | 0:1      | 1:3       |

## Halbfinale
|                    | Gesamt |                          | Hinspiel | Rückspiel |
| ------------------ | ------ | ------------------------ | -------- | --------- |
| FC Twente Enschede | 4:1    | Juventus Turin           | 3:1      | 1:0       |
| 1. FC Köln         | 1:4    | Borussia Mönchengladbach | 1:3      | 0:1       |

## Finale

### Hinspiel
| Borussia Mönchengladbach                 | Borussia Mönchengladbach | FC Twente Enschede | FC Twente Enschede | Aufstellung                                                   |
| ---------------------------------------- | --- | --- | ------------------ | ------------------------------------------------------------- |
| Borussia Mönchengladbach                 | \| 7. Mai 1975 in Düsseldorf (Rheinstadion) \| \| Ergebnis: 0:0 \| \| Zuschauer: 48.000 \| \| Schiedsrichter: Károly Palotai ( Ungarn) \| | \| 7. Mai 1975 in Düsseldorf (Rheinstadion) \| \| Ergebnis: 0:0 \| \| Zuschauer: 48.000 \| \| Schiedsrichter: Károly Palotai ( Ungarn) \|                                                                                       | FC Twente Enschede | Aufstellung Borussia Mönchengladbach gegen FC Twente Enschede |
| Borussia Mönchengladbach                 | Wolfgang Kleff – Hans-Jürgen Wittkamp, Uli Stielike, Berti Vogts , Ulrich Surau – Rainer Bonhof, Herbert Wimmer, Dietmar Danner (75. Karl Del’Haye), Christian Kulik (78. Frank Schäffer) – Allan Simonsen, Henning Jensen Cheftrainer: Hennes Weisweiler | Volkmar Groß – Epi Drost, Cees van Ierssel, Niels Overweg, Kalle Oranen – Frans Thijssen, Theo Pahlplatz, Kick van der Vall, Jaap Bos – Jan Jeuring (86. Eddy Achterberg), Johan Zuidema Cheftrainer: Antoine Kohn ( Luxemburg) | FC Twente Enschede | Aufstellung Borussia Mönchengladbach gegen FC Twente Enschede |
| Borussia Mönchengladbach                 | Frans Thijssen | | FC Twente Enschede | Aufstellung Borussia Mönchengladbach gegen FC Twente Enschede |
| 7. Mai 1975 in Düsseldorf (Rheinstadion) | | |                    |                                                               |
| Ergebnis: 0:0                            | | |                    |                                                               |
| Zuschauer: 48.000                        | | |                    |                                                               |
| Schiedsrichter: Károly Palotai ( Ungarn) | | |                    |                                                               |

### Rückspiel
| FC Twente Enschede                             | FC Twente Enschede | Borussia Mönchengladbach | Borussia Mönchengladbach | Aufstellung                                                   |
| ---------------------------------------------- | --- | --- | ------------------------ | ------------------------------------------------------------- |
| FC Twente Enschede                             | \| 21. Mai 1975 in Enschede (Stadion Het Diekman) \| \| Ergebnis: 1:5 (0:2) \| \| Zuschauer: 21.000 \| \| Schiedsrichter: Paul Schiller ( Österreich) \|                                                                                            | \| 21. Mai 1975 in Enschede (Stadion Het Diekman) \| \| Ergebnis: 1:5 (0:2) \| \| Zuschauer: 21.000 \| \| Schiedsrichter: Paul Schiller ( Österreich) \|                                                                                                   | Borussia Mönchengladbach | Aufstellung FC Twente Enschede gegen Borussia Mönchengladbach |
| FC Twente Enschede                             | Volkmar Groß – Epi Drost, Cees van Ierssel, Niels Overweg, Kalle Oranen – Jaap Bos (53. Arnold Mühren), Frans Thijssen, Theo Pahlplatz (75. Eddy Achterberg), Kick van der Vall – Jan Jeuring, Johan Zuidema Cheftrainer: Antoine Kohn ( Luxemburg) | Wolfgang Kleff – Hans-Jürgen Wittkamp, Berti Vogts , Ulrich Surau (13. Frank Schäffer), Hans Klinkhammer – Rainer Bonhof, Herbert Wimmer (75. Horst Köppel), Dietmar Danner – Allan Simonsen, Henning Jensen, Jupp Heynckes Cheftrainer: Hennes Weisweiler | Borussia Mönchengladbach | Aufstellung FC Twente Enschede gegen Borussia Mönchengladbach |
| FC Twente Enschede                             | 1:4 Epi Drost (76.) | 0:1 Allan Simonsen (2.) 0:2 Jupp Heynckes (9.) 0:3 Jupp Heynckes (50.) 0:4 Jupp Heynckes (60.) 1:5 Allan Simonsen (86., Foulelfmeter) | Borussia Mönchengladbach | Aufstellung FC Twente Enschede gegen Borussia Mönchengladbach |
| FC Twente Enschede                             | Jan Jeuring | | Borussia Mönchengladbach | Aufstellung FC Twente Enschede gegen Borussia Mönchengladbach |
| 21. Mai 1975 in Enschede (Stadion Het Diekman) | | |                          |                                                               |
| Ergebnis: 1:5 (0:2)                            | | |                          |                                                               |
| Zuschauer: 21.000                              | | |                          |                                                               |
| Schiedsrichter: Paul Schiller ( Österreich)    | | |                          |                                                               |

## Beste Torschützen
| Rang | Spieler         | Klub                     | Tore |
| ---- | --------------- | ------------------------ | ---- |
| 1    | Jupp Heynckes   | Borussia Mönchengladbach | 11   |
| 2    | Allan Simonsen  | Borussia Mönchengladbach | 10   |
| 3    | Nico Jansen     | Ajax Amsterdam           | 9    |
|      | Johan Zuidema   | FC Twente Enschede       | 9    |
| 5    | Dieter Müller   | 1. FC Köln               | 8    |
| 6    | / José Altafini | Juventus Turin           | 5    |
|      | Kevin Hector    | Derby County             | 5    |
|      | Georg Volkert   | Hamburger SV             | 5    |
|      | Theo Husers     | Ajax Amsterdam           | 5    |
|      | Hannes Löhr     | 1. FC Köln               | 5    |

## Eingesetzte Spieler Borussia Mönchengladbach
| Borussia Mönchengladbach | |
| Borussia Mönchengladbach | - Tor: Wolfgang Kleff (12/-) - Abwehr: Berti Vogts (12/2); Hans-Jürgen Wittkamp (9/-); Ulrich Surau (8/-); Hans Klinkhammer (7/-); Frank Schäffer (4/-); Walter Posner (2/-) - Mittelfeld: Rainer Bonhof (11/3); Herbert Wimmer (11/-); Christian Kulik (10/1); Dietmar Danner (9/2); Uli Stielike (9/1); Lorenz-Günther Köstner (6/-); Lorenz Hilkes (1/-) - Sturm: Allan Simonsen (12/10); Henning Jensen (11/1); Jupp Heynckes (10/11); Karl Del’Haye (4/-); Horst Köppel (2/-) - Trainer: Hennes Weisweiler |